# غاري أ. كلاين
غاري أ. كلاين (بالإنجليزية: Gary A. Klein)‏ هو عالم نفس أمريكي، ولد في 5 فبراير 1944 في نيويورك في الولايات المتحدة.